# Evenwichtsmetropool
Een evenwichtsmetropool (Frans: métropole d'équilibre) was in Frankrijk in de jaren 1960 en 1970 een stad of stedelijk gebied van regionaal belang die eind 20e eeuw verder werd ontwikkeld om een tegengewicht te bieden voor Parijs, dat demografisch en economisch te zwaar doorwoog. Het beleid van evenwichtsmetropolen maakte deel uit van een bredere aanpak van decentralisatie en regionalisering in Frankrijk.

## Geschiedenis
In 1963 ging de nieuw opgerichte overheidsdienst Délégation à l'aménagement du territoire et à l'action régionale (DATAR) aan de slag met onderzoek van geografen Jean Hautreux en Michel Rochefort om acht evenwichtsmetropolen aan te duiden. In 1964 werden acht stedelijke gebieden aangewezen. In 1973 werden daar vijf metropolen aan toegevoegd. De status bracht geen extra machten of opdrachten met zich mee voor de betrokken steden, maar vormde een kader voor de verschillende overheden. In 1974 werd het beleid van evenwichtsmetropolen uitgedoofd.

## Steden
Aangeduid in 1964:
- Lyon-Saint-Étienne-Grenoble
- Aix-Marseille
- Rijsel-Roubaix-Tourcoing
- Toulouse
- Bordeaux
- Nantes-Saint-Nazaire
- Straatsburg
- Nancy-Metz

Aangeduid in 1973:
- Rennes
- Dijon
- Nice
- Clermont-Ferrand
- Rouen